# 소농

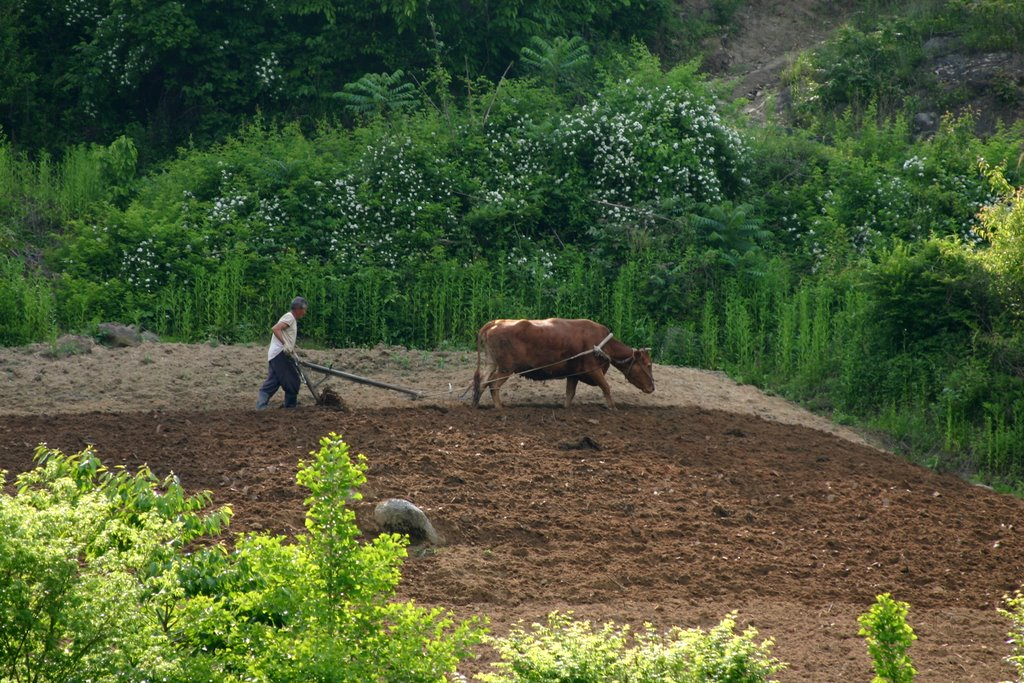
소를 몰아 쟁기질을 하는 소농민(한국 예천군 기곡리)

소농(小農, smallholder 또는 small-scale agriculture)이란 한 가족끼리 작은 농토를 경작하는 소규모의 농사 또는 그러한 농사를 짓는 농민을 의미한다. 가족노동을 통해 농업에 종사하며 그를 통해 획득한 농업생산물을 자급자족적 수입원으로 삼는 전통적 농업사회 구성체이다. 소농은 가족단위 경영이며 가족 구성원의 노동력 공급에 의해 영위되고 세대적 계승에 기초한다는 점에서 생산경제적 경영단위이며 또한 가계단위이다.

## 같이 보기
- 크로프트 (농업)
- 가족 농장
- 산림 원예
- 근교농원
- 농민
- 퍼머컬처
- 생계농업
- 도시 농업
- 도시원예
- 도시임업
- 수직농업